# ستيفن ووكر
ستيفن ووكر (بالإنجليزية: Stephen Walker)‏ هو نحات أسترالي، ولد في 1927، وتوفي في 16 يونيو 2014.